# Лаво-Сент-Анн (замок)
Лаво-Сент-Анн (фр. Château de Lavaux-Sainte-Anne) — старинный замок в одноимённом населённом пункте, недалеко от города Рошфора, в провинции Намюр, в регионе Валлония, Бельгия. Крепость на этом месте приказал построить в 1450 году граф Жан II де Бросс. Он желал защитить свои владения от возможных нападений в востока. Из века в век комплекс расширяли и реконструировали, превратив в роскошный дворцово-замковую резиденцию. По своему типу она относиться к замкам на воде.

## История

### Ранняя история
Во времена, когда окрестные территории входили в состав римских владений, по этим землям было проложено несколько дорог. Одна из них, шедшая из Живе к Аве-э-Оффе, проходила через Лаво в сотне метров к северу от нынешнего замка. Рядом располагались многочисленные фермы и виллы. Остатки одной из них обнаружены в находящейся восточнее деревне Женимон. Имелись и форты. 
Возникновение в Средние века Льежского княжества-епископства сделало регион Лаво пограничной зоной с расположенный восточнее графством Люксембург. Эту границу феодалы решили прикрыть от возможных вторжений с помощью ряда небольших крепостей: Ажимон, Ревонь, Лаво и Рошфор. Владельцы имения, находившегося на месте будущего замка, происходили из семьи де Веллин. Первое известное упоминание об укреплённом усадебном доме в Лаво датируется 1244 годом. Жак де Веллен присоединил к своей фамилии титул де Лаво. А к 1450 году возвёл полноценный каменный замок.

### Строительство замка

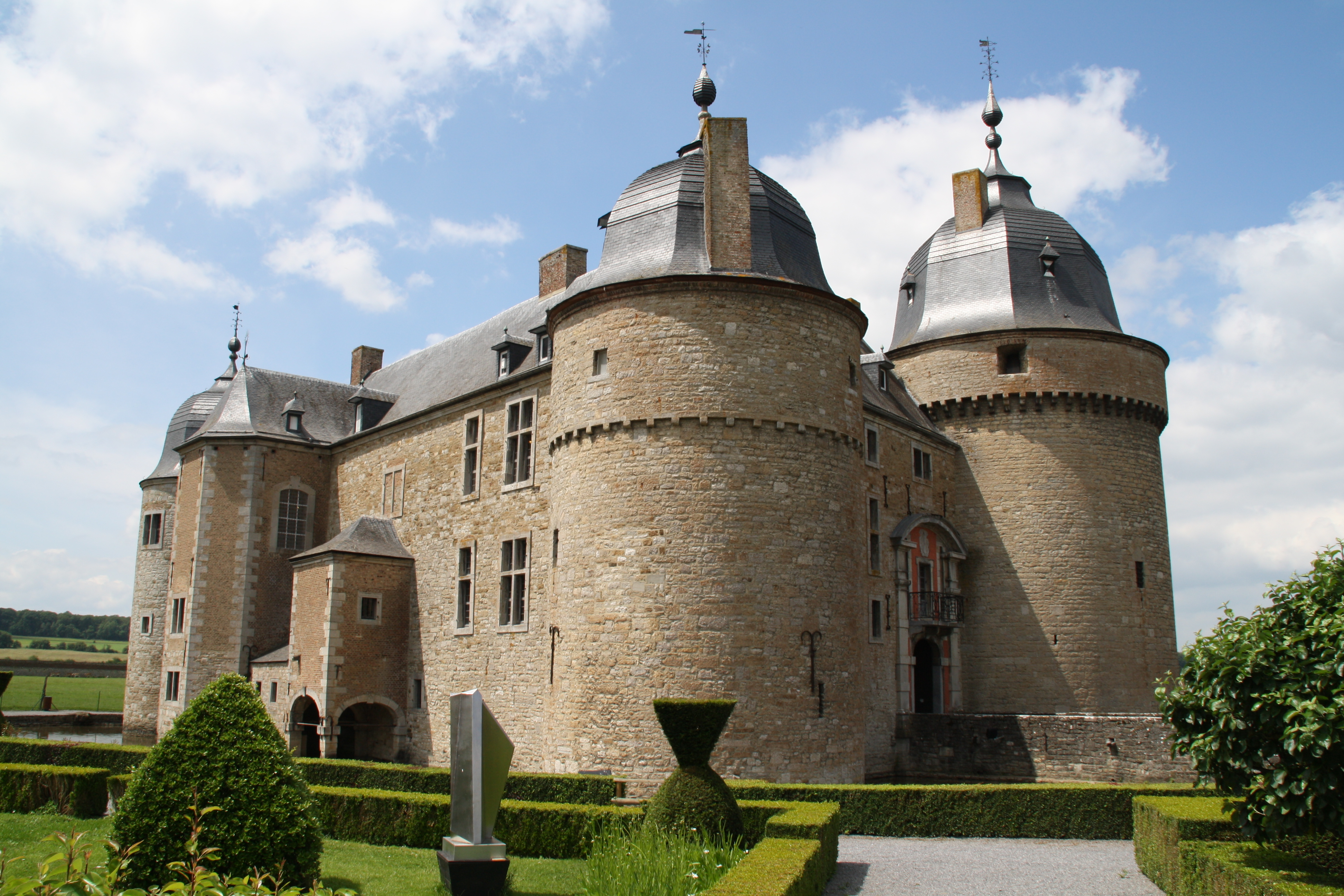
Замок с юго-восточной стороны

В 1456 году Луи де Бурбон, племянник герцога Филиппа Бургундского, стал Льежским князем-епископом. Однако горожане Льежа относились к герцогу Бургундскому очень враждебно. Из-за этого стал зреть конфликт между Луи де Бурбоном и местными жителями. Стали происходить вооружённые стычки.
Жан II де Бросс, владением которого в то время было Лаво, считался доверенным лицом князя-епископа. Следовательно и на него распространилась неприязнь жителей, в том числа города Динана. Бюргеры сами хотели взять под контроль пограничные крепости, в том числе замок Ревонь. Это была не такая уж сложная задача, так как именно горожане несли службы в гарнизоне и кто-то из их числа назначался кастеляном. Жан II де Бросс поначалу соблюдал нейтралитет. Он даже заключил об этом специальный договор с жителями Динанэ (1462). Но затем он откровенно встал на сторону епископа, который решил укротить мятежных горожан региона. На подмогу герцог Филипп послал латников для защиты Лаво. В начале 1463 года Жан II де Бросс отказался от прежних обязательств перед жителями Динана.
Летом 1463 года замок Лаво оказался осаждён отрядом ополченцев из Динана. При этом магистраты города наложили штрафы и отправили в изгнание тех, кто не желал принимать участие в нападении на крепость. В начале август 1464 года произошло новое нападение на Лаво. На этот раз более хорошо подготовленное. Сам замок выдержал осаду, но окрестные фермы были полностью разрушены. В итоге Жан II де Бросс, опасаясь нового нападения, решил покинуть Лаво и присоединился ко двору Луи де Бурбона. В август 1468 года герцог Бургундский всё-таки сумел одолеть сопротивление горожан и взял под контроль Динан.
Сын Филиппа Бургундского, знаменитый герцог Карл Смелый, заключил договор с бюргерами. Согласно одному из условий, он обещал не восстанавливать разрушенные ранее замки на территории Льежского княжества-епископства, кроме тех крепостей, чьи владельцы остались верны сюзерену. В числе таких феодалов оказался и Жан II де Бросс. Его замок был полностью восстановлен. 
После завершения тяжёлой борьбы с властителями Бургундии, жителей Льежа ждало новое испытание: в регионе назревала гражданская война. Мятежный рыцарь Гийом I де Ламарк, поддержанный королём Франции, начал войну в 1482 году. Во время этого конфликта Жан II де Бросс в одном из сражений сложил голову вместе со своим сыном. Таким образом, в конце XV века замок остался без владельца. Долгое время он оставался заброшенным. 

### XVI век
Новым владельцем имения Лаво стал Эверар де Мерод. Он частично восстановил замок. В 1567 году крепость оказалась осаждена отрядами герцога Альбы. Окрестные земли подверглись разорению, а сам замок оказался вновь разрушен.

### XVII век

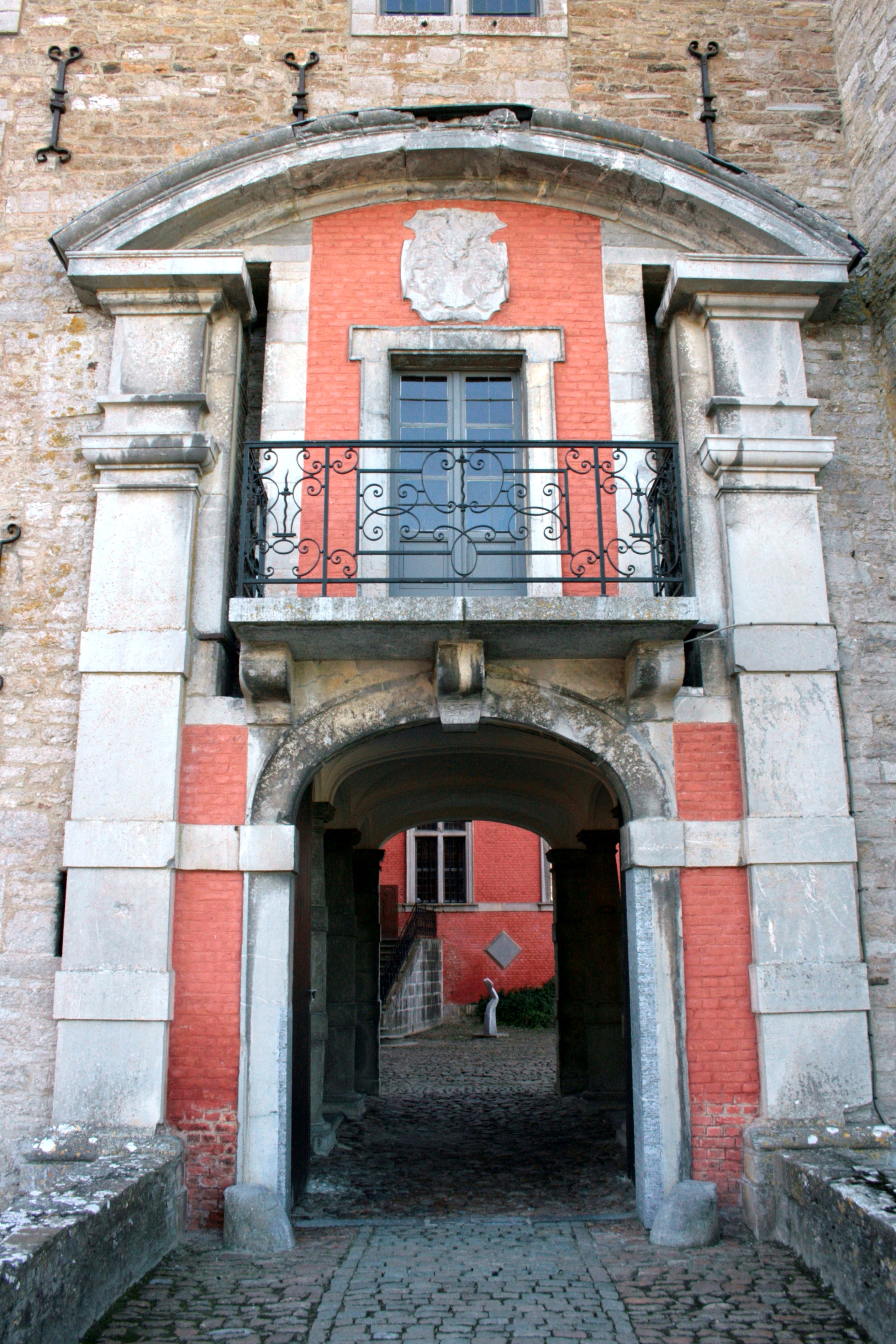
Ворота, ведущие во внутренний двор

В 1627 году поместье Лаво было продано Дени де Потье, губернатору города Буйон. Но он вскоре решил избавиться от поместья.
В апреля 1630 года замок был продан рыцарю Жаку Ренару де Руверуа. Он сделал карьеру в армии императора Священной Римской империи и быстро дослужился до командира пехотного полка. Этот молодой человек изучал военное искусство в Рейнской области в военном училище для молодых дворян во владениях графов Нассау. В Праге 16 июня 1637 года император Фердинанд III даровал Жаку Ренару де Руверуа титул имперского барона. Вскоре новый владелец Лаво женился на своей двоюродной сестре Мари Валери де Локенгиен, наследнице обширного поместья в Оденэрде. В результате этого брака Руверуа стал одним из крупнейших землевладельцев региона.
Вскоре барон Жак Ренару де Руверуа развернул на территории имения Лаво масштабную реконструкцию прежних построек. Возводилась не только новая крупная замковая резиденция, но и многочисленные хозяйственные постройки в окрестностях.  В частности в деревне Валь-Сент-Анн сохранилась ферма, созданная для снабжения замка свежими продуктами. 

### XVIII век
Анри Иоахим де Руверуа, правнук Жака Ренара, построил парадную лестницу. Фасады замка были обновлены и украшены декоративными элементами. Анри Иоахим умер в 1748 году. Ему наследовали три дочери. Старшая из них, Амур Дезире, в замке Лаво вышла замуж в 1753 году за принца Шарля-Эммануэля де Гавре, губернатора Намюра. Он и стал последним владельцем комплекса, который использовал его как жилую резиденцию. Позднее в замке некоторое время проживал аббат Берард, исполняющий обязанности местного судьи.
В раннем детстве время в замке проживал будущий известный дипломат Флоримон де Мерси-Аржанто (1727–1794), сын Терезы Анриетты де Руверуа, скончавшейся, когда мальчику было всего два года. После смерти матери отец отправил Флоримона на воспитание своему зятю, барону де Руверуа. Мальчик покинул Лаво в возрасте 7 лет и отправился учиться в Турин. Позднее он поступил на службу к Габсбургам и трудился в должности австрийского посланников в Турине, Варшаве, Санкт-Петербурге и Версале. В 1766 году именно он вёл переговоры с Людовиком XV о браке Марии-Антуанетты, эрцгерцогини Австрийской, и дофина, будущего Людовика XVI.

### XIX век
В 1810 году поместье Лаво-Сент-Анн было продано семье Малакорд-Фишбах. Прежний замок больше не использовался как жилая резиденция и пришёл в упадок. При этом он не раз переходил из рук в руки, но никто из владельцев не занимался его восстановлением.

### XX–XXI века

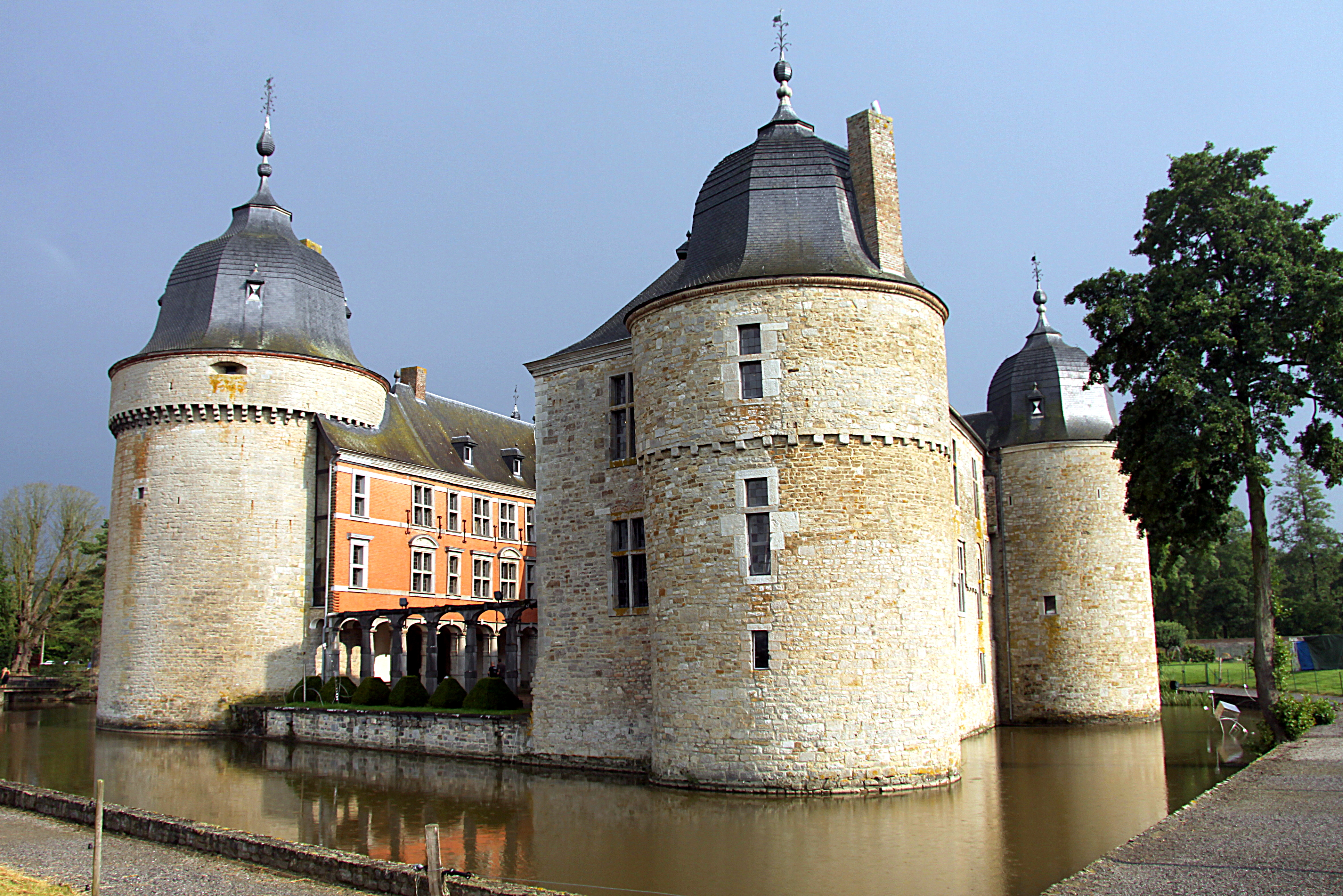
Вид замка с северо-западной стороны

К началу XX века замок Лаво-Сент-Анн в очередной раз лежал в руинах. Наконец в 1927 году владевший на тот момент замком фонд Société immobilière Bernheim передал его в управление некоммерческой организации Les Amis de la Commission royale des Monuments et des Sites 1. Вскоре был подготовлен план восстановления комплекса. Руководителем проекта стал Рэймонд Пелгримс. С 1933 по 1939 год был проведён колоссальный объём работ по ремонту и реставрации. Активное участие в этом принимал архитектор Ван дер Хюльста, член Королевской комиссии по памятникам и достопримечательностям Бельгии. Значительный вклад в реставрацию внесла баронесса Лемонье. С 1933 года замок принадлежит «Лиге друзей замка Лаво-Сент-Анн». Эта организация превратила комплекс в охотничьим музеем. В 2005 году он был преобразован в музей природы.

## Описание
Замок имеет в основании ромбовидный четырёхугольник, по углам которого возведены массивные круглые башни. Внутри комплекса имеется небольшой двор. Крепость окружена широким рвом, который наполняется водой из реки Вимбе, притоку реки Лес. В своё время замок представлял из себя внушительное фортификационное сооружение. Каменные стены и башни могли выдержать артиллерийский обстрел.
В прежние времена в крепость можно было попасть по подъёмному мосту через ворота в восточной стене. Позднее деревянный мост сменили прочной стационарной дамбой. Однако даба специально была насыпана в форме крутой дуги. Это не позволяло врагам использовать мощный таран.
В XV веке главная башня (донжон) имела четыре этажа. На первом были устроены склады продовольствия на случай осады и помещения для стражников. Выше находились апартаменты владельца замка. Над ними имелись комнаты для прислуги. Четвёртый, самый высокий уровень, был предназначен для солдат гарнизона. С юго-западной стороны от замка располагался форбург. В прежние времена он также был со всех сторон окружён рвами с водой. В настоящее время здесь разбит небольшой декоративный сад и цветочные клумбы.
В замке сохранились несколько крупных фрагментов, которые были возведены ещё на самом раннем этапе существования замка:
- донжон, стены которого, сложенные из известняка, имеют толщину 2,50 м (это башня в северо-западном углу);
- другие угловые башни.

Вместе с замками Берсель, Бульон, Корруа, Хорст, Гравенстен и Вев — это один из самых известных средневековых замков Бельгии.

## Современное использование
В настоящее время в замок Лаво-Сент-Анн находится сразу три музея с постоянной экспозицией. Первый находится в подвалах и посвящён истории сельской жизни окружающих земель. Второй находится на первом этаже. Здесь экспозиция рассказывает о жизни прежних владельцев замка. Восстановлены в первозданной виде столовая, музыкальная комната и кабинет. Третий музей находится на верхнем этаже и называется «Музей природы». Тут расположена коллекция чучел животных, типичных для провинции Намюр.

## Галерея

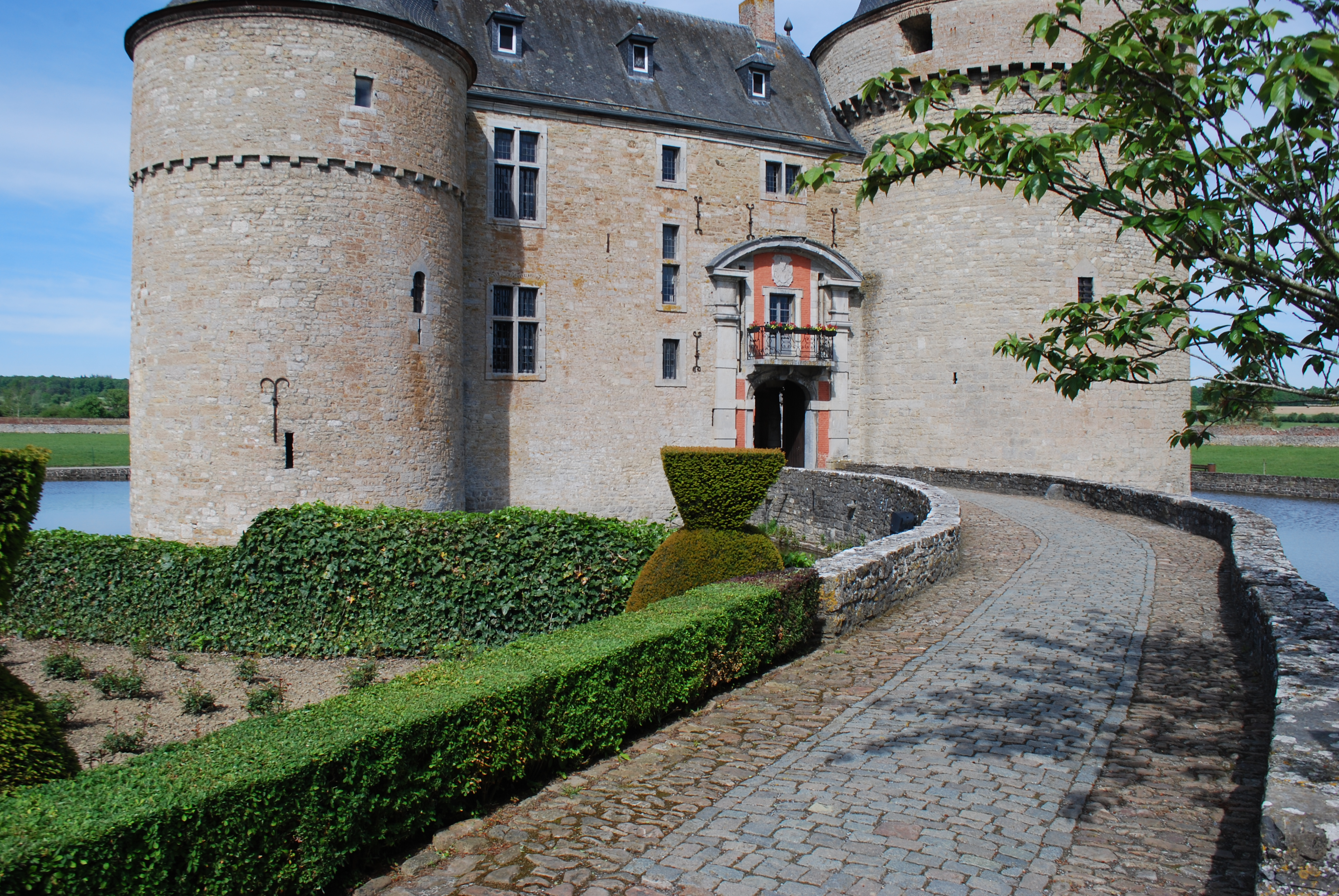
Мост ведущий в замок
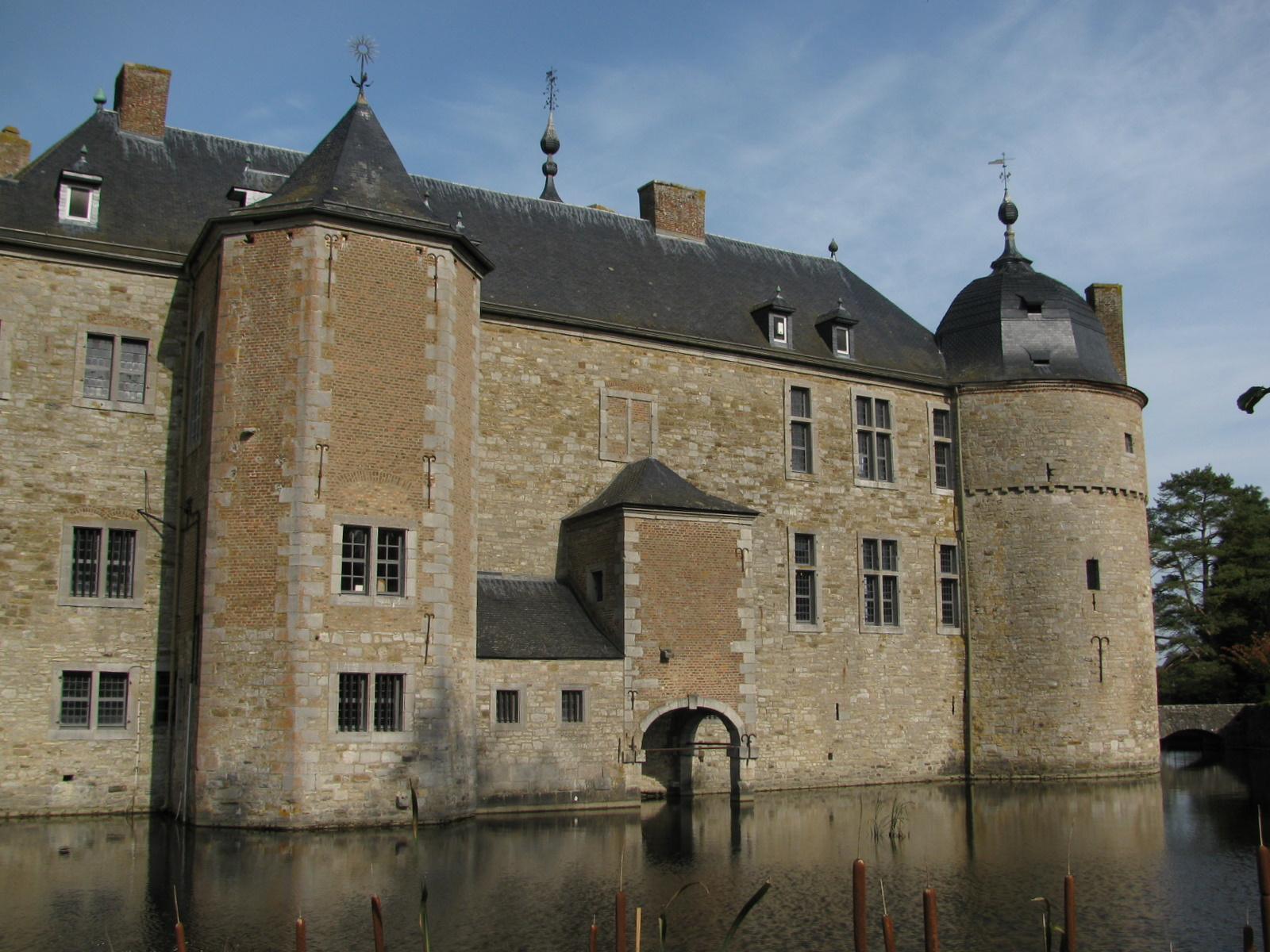
Стены и башни замка с южной стороны
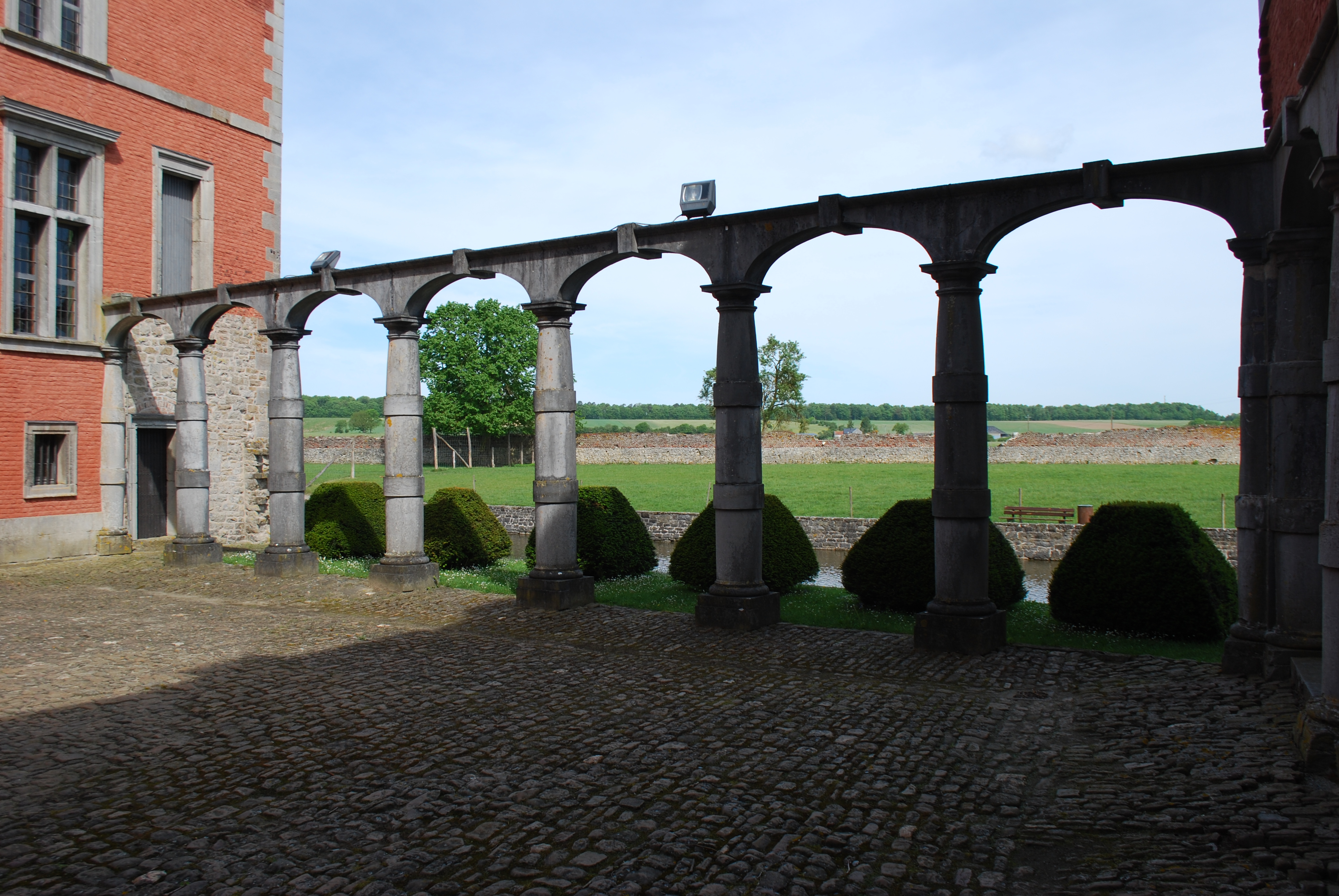
Декоративная арка в северной части комплекса
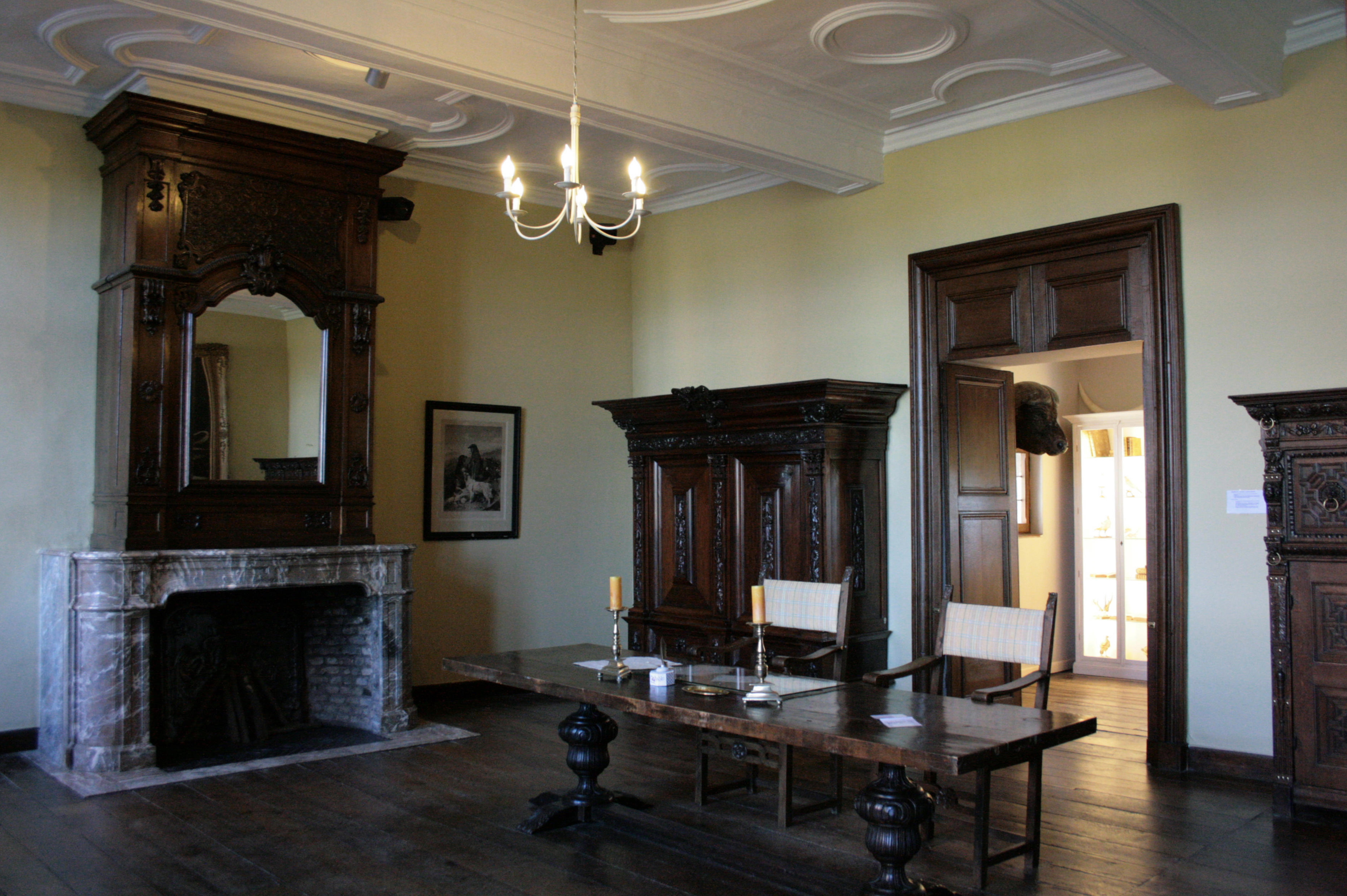
Одно из помещений внутри замка
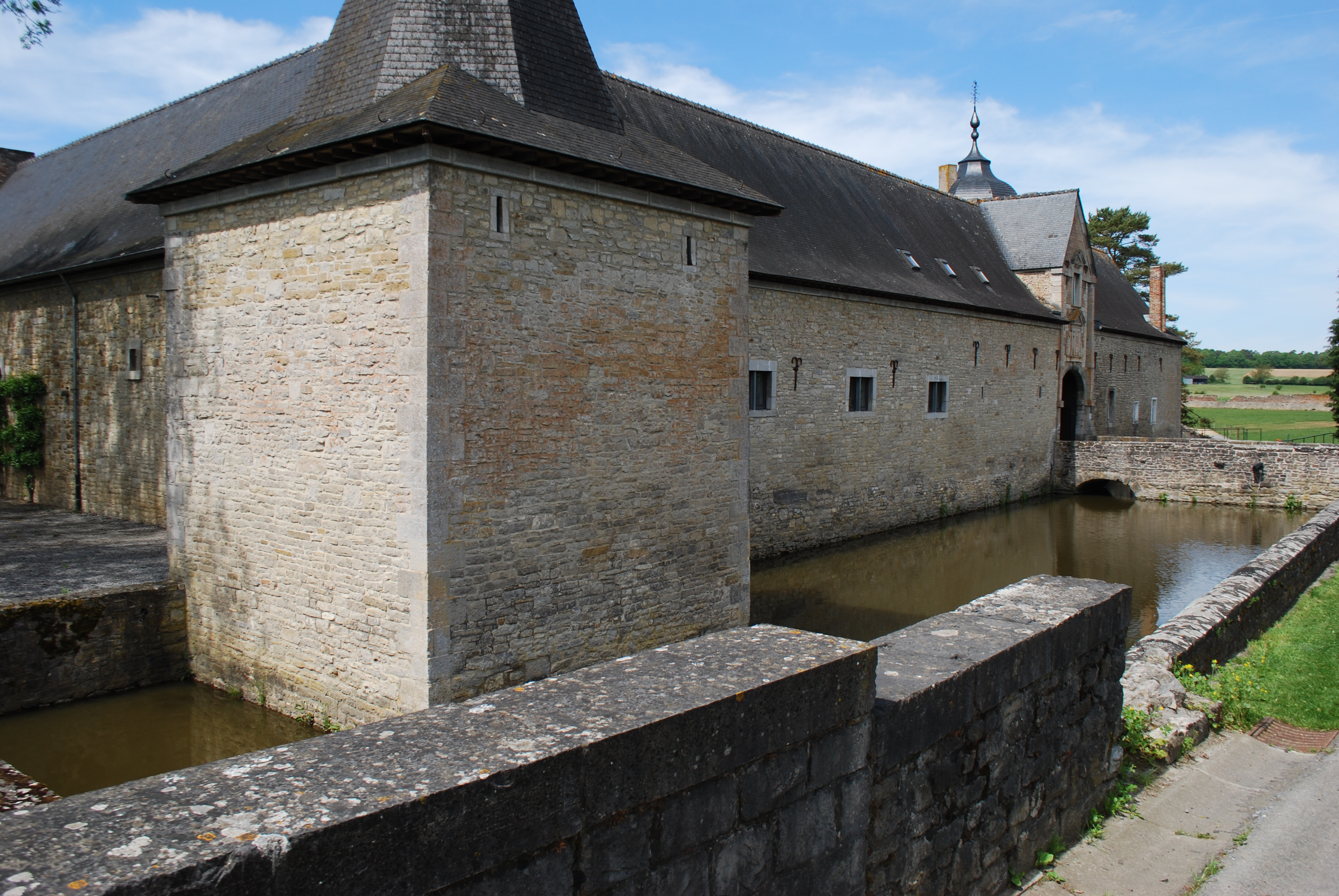
Внешние стены бывшего форбурга
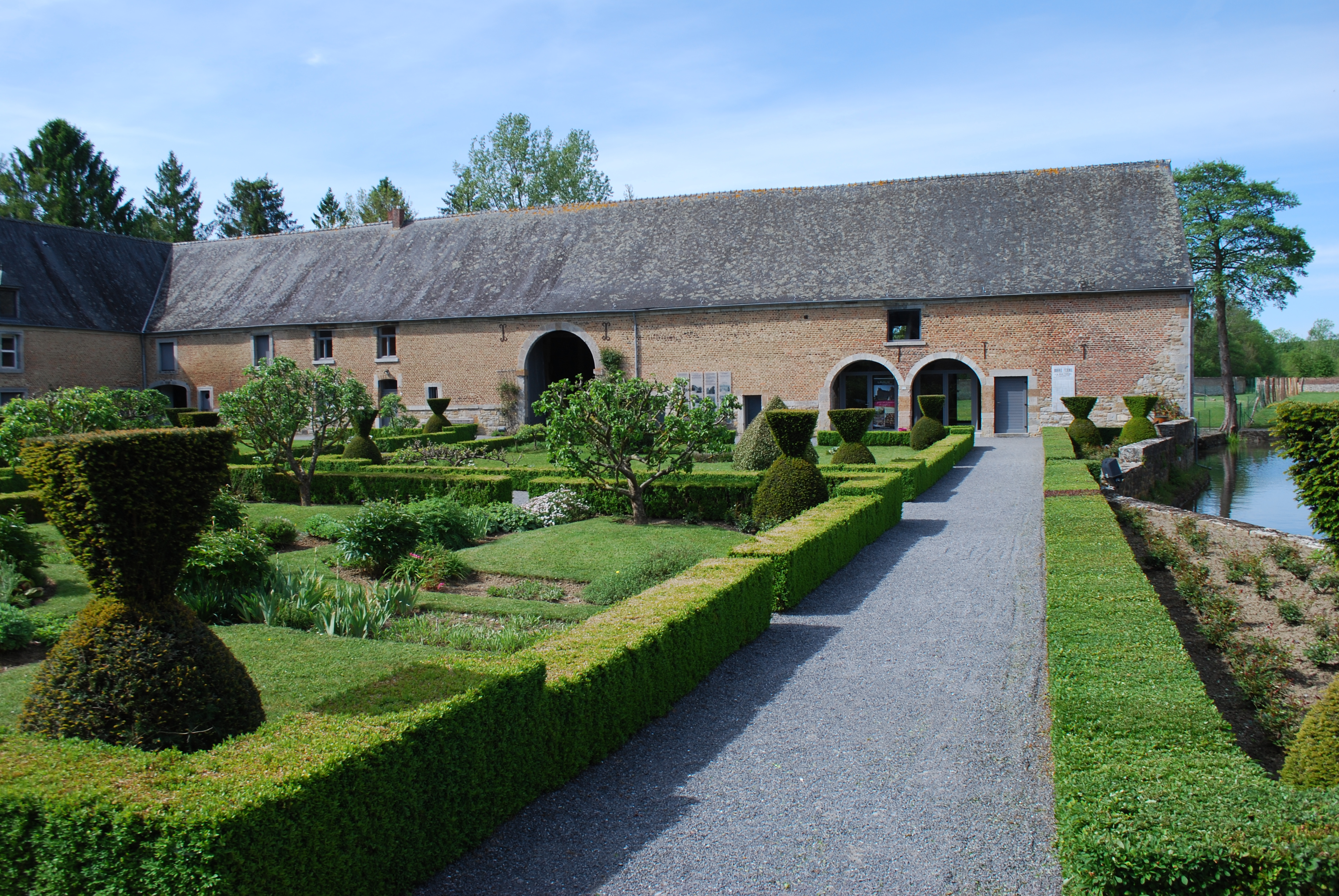
Сад внутри бывшего форбурга